# Orban, Tarn
Orban är en kommun i departementet Tarn i regionen Occitanien i södra Frankrike. Kommunen ligger i kantonen Réalmont som tillhör arrondissementet Albi. År 2022 hade Orban 337 invånare.

## Befolkningsutveckling
Antalet invånare i kommunen Orban
| Referens: INSEE |